# Schizma
Schizma (nebo také schisma) pochází z řeckého σχίσμα rozdělení (< σχίζω rozdělovat, půlit) a znamená rozdělení či rozkol v církvi či jiné náboženské instituci v určitém historickém období. K rozkolu může dojít jak z důvodů věroučných, tak z důvodů uznávání různých náboženských vůdců. Schismatik je osoba, která vytváří nebo zapříčiňuje schisma anebo člen odtrhující se skupiny.

## Užití v křesťanství

Vzájemný rozkol velkých církví

Dějiny církve poskytují asi největší skupinu užití termínu, neboť zde schisma označuje rozdělení, rozštěpení v církvi. Schismatik je pak osoba, která vyvolává schisma v církvi anebo člen odtržené církve.
Používá se tedy ve významu:
1. rozdělení mezi křesťany,
2. zánik/rozluka společenství mezi dvěma skupinami křesťanů, takže tito již neslouží společně bohoslužbu,
3. Velké schizma značí rozkol východní a západní části křesťanů, které proběhlo ve 3 fázích. Současný stav zůstává po poslední:
  - 5. a 6. století (484–519)
  - 9. století, zejména roku 861
  - 11. století s vrcholem v roce 1054
4. papežské schizma – třicetidevítileté období dvojpapežství (resp. později trojpapežství) na Západě mezi lety 1378 a 1417
5. odpadnutí kterékoli křesťanské skupiny, které opustily katolickou církev. Na rozdíl od hereze, tedy vědomé zpochybnění ustanovené autority (např. papeže), během schizmatu jsou si obě strany vědomy vzájemného sporu. V katolickém kanonickém právu je schisma, odpadnutí nebo hereze trestáno vyloučením, tj. exkomunikací z církve.
6. Rozkol v ruské církvi v polovině 17. století po reformách partiarchy Nikona, kdy došlo k odštěpení tzv. starověrců (zvaní též rozkolníci).

Schisma je antonymem ke společenství, které vyjadřuje vztah jednoty lidu v dané církvi nebo mezi církvemi.

## Užití v islámu
Rozkol v islámu vznikl roku 632 našeho letopočtu ze sporu o nástupnictví v muslimském Chalífátu. Tyto skupiny se nazývají ší'ité a sunnité. Později od ší'itů odpadli ibádíjové (Khawarji).

## Užití v judaismu
Schizma v judaismu označuje rozdělení židů v době nastupujícího křesťanství. Dále také rozkol mezi jednotlivými skupinami dvou hlavních proudů židovství: konzervativní (ortodoxní judaismus) a liberální (reformní judaismus, konzervativní judaismus a rekonstruktivní judaismus).